# Подґура (Пясечинський повіт)
Подґура (пол. Podgóra) — село в Польщі, у гміні Ґура-Кальварія Пясечинського повіту Мазовецького воєводства.
Населення — 149 осіб (2011).
У 1975-1998 роках село належало до Варшавського воєводства.

## Демографія
Демографічна структура станом на 31 березня 2011 року:
|          | Загалом | Допрацездатний вік | Працездатний вік | Постпрацездатний вік |
| -------- | ------- | ------------------ | ---------------- | -------------------- |
| Чоловіки | 73      | 6                  | 57               | 10                   |
| Жінки    | 76      | 12                 | 44               | 20                   |
| Разом    | 149     | 18                 | 101              | 30                   |